# دونتون (بيدفوردشير)
دونتون (بالإنجليزية: Dunton, Bedfordshire)‏ هي قرية و أبرشية مدنية تقع في المملكة المتحدة في إنجلترا. يقدر عدد سكانها بـ 722 نسمة .